# Bürglin (Landstuhl)
Das Bürglin oder Löwensteinisches Haus ist eine abgegangene Burg am Nordostende der früheren Ringmauer der Stadt Landstuhl im Landkreis Kaiserslautern in Rheinland-Pfalz.
Als Besitzer der Burg sind ab 1409 die Puller von Hohenburg, danach Walter Blick von Lichtenberg und 1484 Schweickhardt von Sickingen genannt. Das Landstuhler Weistum um 1570 nennt die Burg das bürglin im flecken, so vor zeitten Löwensteins hauß geheißen. Die untere Burg in der Stadt wurde nach dem Dreißigjährigen Krieg nicht wieder aufgebaut.
Die Anlage war nach der farbig lavierten Ansicht der Stadt Landstuhl um 1600 als Wehrbau in die Stadtringmauer integriert und verfügte über einen mehrstöckigen Wohnbau mit einem angebauten Treppenturm.
Die Identifikation der Ansicht mit dem archivalischen Befund durch Knocke aus dem Jahr 1975 wird zwar von Schmidtke 2005 übernommen, jedoch eingeschränkt durch die Möglichkeit einer Verwechselung mit einem zweiten ruinierten Schlößlein, dem sog. Junkernhaus.

## Belege
1. ↑  Knocke 1975, S. 70; Langbrandtner 1991, S. 83; Keddigkeit etc. 2005, S. 314
2. ↑  Langbrandtner 1991, S. 123 mit Anm. 818
3. ↑  Knocke 1975, Abbildung auf dem Schutzumschlag hinten
4. ↑  Keddigkeit etc. 2005, S. 316